# Rheinalarm
Der Begriff Rheinalarm ist allgemein gehalten und wird bei Störfällen am Rhein ausgerufen. 

## Entwicklung
Nach dem Grossbrand von Schweizerhalle im Jahre 1986 setzten sich die zuständigen Ministerien der Rheinanliegerstaaten mit der Internationalen Kommission zum Schutz des Rheins (IKSR) zusammen mit dem Ziel, die Wasserqualität des Rheins inklusive Rheineinzugsgebiet zu verbessern und zu schützen.
Etwa ein Jahr nach dem Unglück kam es zur Verabschiedung des ausgearbeiteten „Aktionsprogramm Rhein“:
Das „Aktionsprogramm Rhein“ beschloss im Jahr 1988 in Bonn eine Liste von Maßnahmen, um Industrieanlagen am Rhein sicherer zu machen und die Störfälle zu reduzieren. Es waren Maßnahmen:
- zur Lagerung gefährlicher Stoffe
- zum Bau von Löschwasser-Rückhaltebecken
- zu Warn- und Alarmeinrichtungen

Außerdem beschlossen die Rheinminister „Mindestanforderungen an kommunale Einleitungen“, um die chronische Belastung des Flusses mit Abwässern weiter zu senken.
Allein in Nordrhein-Westfalen wurde zwischen 2014 und 2017 über 50 Mal Rheinalarm ausgelöst, etwa wenn chemische Verunreinigungen im Wasser festgestellt wurden.